# Локхийд L-049 Констелейшън
Локхийд L-049 Констелейшън е американски транспортен и пътнически самолет, първият модел от линията самолети Локхийд Констелейшън.
Влиза в производство през Втората световна война с военния си транспортен вариант C-69. Производството на модела приключва през 1946 г и е заменен от подобрените варианти L-649 и L-749 Констелейшън.